# Avetik Gevorgyan
Pour les articles homonymes, voir Gevorgyan.
Avetik Ashoti Gevorgyan, né à Erevan, à l'époque en RSS d'Arménie (URSS), le 5 décembre 1940 et mort dans cette ville le 22 avril 1984, est un acteur arménien.

## Biographie

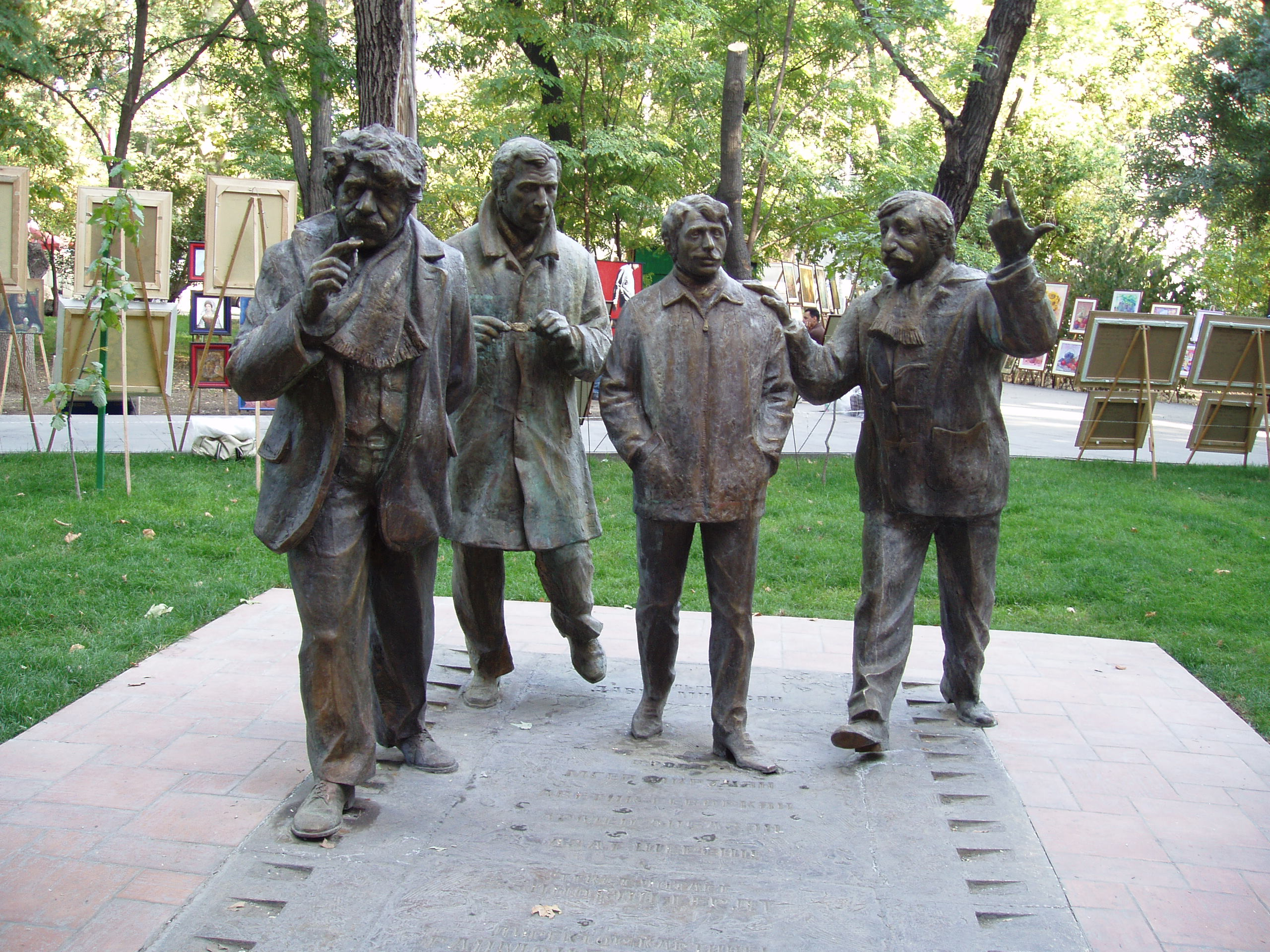
Groupe statuaire Les Hommes à Erevan, représentant Suren (Mher Mkrtchyan), Vazgen (Azat Sherents), Aram (Avetik Gevorgyan) et Sako (Armen Ayvazyan) du film Tghamardik ("Les Hommes"), 1971.

Avetik Gevorgyan naît à Erevan en 1940. En 1957, il est diplômé de l'école secondaire n° 19 nommée d'après Nadejda Kroupskaïa (hy) d'Erevan, puis du département de technologie de la chaussure du Collège technique de l'industrie légère d'Erevan. À partir de 1960, il travaille à l'usine de chaussures "Nairi" et est designer à partir de 1971. Il travaille simultanément au studio de cinéma Armenfilm et joue dans des films. Il est aussi réalisateur de nombreux films arméniens,,.
En 1980, il est atteint d'une maladie grave. Il meurt à Erevan en 1984.
Il est le père de l'artiste émérite Aramo (hy) et frère de l'actrice de cinéma et artiste émérite de l'ASSR Laura Gevorkyan (ru).

## Filmographie partielle

### Au cinéma
- 1973 : Tghamardik ("Les Hommes") : Aram
- 1974 : Odnoselchane : Zaven  (comme Avet Gevorkyan)
- 1976 : Quand arrive septembre (Kogda nastupaet sentyabr) : Stepan
- 1978 : Huso astgh : Jafar
- 1980 : Legend tzaghratzui masin : Simon